# Kargulu
Kargulu (azerbajdzjanska: Qarğılı, Qarqulu) är en ort i Azerbajdzjan.   Den ligger i distriktet Cəlilabad Rayonu, i den södra delen av landet, 190 km sydväst om huvudstaden Baku. Kargulu ligger 413 meter över havet och antalet invånare är 805.
Terrängen runt Kargulu är lite kuperad. Närmaste större samhälle är Yarlı, 2,8 km öster om Kargulu.
Trakten runt Kargulu består till största delen av jordbruksmark. Runt Kargulu är det ganska tätbefolkat, med 104 invånare per kvadratkilometer.